# Gan (géorgien)
Cette page contient des caractères spéciaux ou non latins. S’ils s’affichent mal (▯, ?, etc.), consultez la page d’aide Unicode.
Pour les articles homonymes, voir gan.
Gan, (გან, [gan], en géorgien), est la 3e lettre de l'alphabet géorgien.

## Linguistique
Gan est utilisé pour représenter le son [g].
Dans la norme ISO 9984, la lettre est translittérée par « g ».

## Représentation informatique
- Unicode[1] :
  - Asomtavruli Ⴂ : U+10A2
  - Mkhedruli et nuskhuri გ : U+10D2